# Parafia św. Wawrzyńca w Szczepankach
Parafia św. Wawrzyńca w Szczepankach – parafia rzymskokatolicka w diecezji toruńskiej, w dekanacie Łasin, z siedzibą w Szczepankach

## Historia
W 1596 roku parafia Szczepanki została włączona do parafii Łasin jako filia. Szczepanki pozostawały filią parafii łasińskiej do 1927 roku. W 1992 roku Szczepanki zostały podniesione do rangi parafii.

### Proboszczowie
- ks. Wojciech Kalwig

## Miejscowości należące do parafii
- Hermanowo, Nowe Mosty, Przesławice